# 9 августа
9 августа — 221-й день года (222-й в високосные годы) по григорианскому календарю.
До конца года остаётся 144 дня.
До 15 октября 1582 года — 9 августа по юлианскому календарю, с 15 октября 1582 года — 9 августа по григорианскому календарю.
В XX и XXI веках соответствует 27 июля по юлианскому календарю.

## Праздники и памятные дни
См. также: Категория:Праздники и памятные даты 9 августа

### Международные
- — Международный день коренных народов мира.

### Национальные
- Россия — День воинской славы России (в честь победы русского флота в Гангутском сражении)
- Сингапур — День независимости
- ЮАР — Национальный женский день[2]
- Япония — День объятий[3]
- США — Всемирный день любителей книг[4]

### Профессиональные
- Канада — Национальный день миротворцев
- США — День защиты леса от пожара (День медведя Смоки)

### Религиозные
Православие
- Память великомученика и целителя Пантелеимона (305);
- память преподобного Германа Аляскинского (1837);
- память блаженного Николая Кочанова, Христа ради юродивого, Новгородского (1392);
- память святителя Иоасафа, митрополита Московского и всея России (1555);
- память преподобной Анфисы Мантинейской, игуменьи, и 90 сестёр её (VIII в.)[7];
- память равноапостольных Климента, архиепископа Охридского (916), Наума, Саввы, Горазда, епископа, и Ангеляра (IX—X в.);
- память священномучеников Амвросия (Гудко), епископа Сарапульского, Платона Горных и Пантелеимона Богоявленского, пресвитеров (1918);
- память священномученика Иоанна Соловьёва, пресвитера (1941);
- память преподобного Павла Ксиропотамского (IX в., Афон).

### Именины
- Католические:
  - Роман[8].
- Православные[9]:

- - Амвросий — священномученик Амвросий (Гудко).
  - Ангеляр — равноапостольный Ангеляр Охридский.
  - Герман — преподобный Герман Аляскинский.
  - Горазд — исповедник Горазд Охридский.
  - Иоанн (Иван) — священномученик Иоанн (Соловьёв).
  - Иоасаф (Асаф, Асафий) — Иоасаф, митрополит Московский.
  - Климент (Климентий, Клементий, Клим) — равноапостольный Климент Охридский.
  - Макарий (Макар) — преподобный Макарий Алтайский (Глухарев).
  - Мануил (Мануйло, Мануйла, Манойло) — преподобный Мануил.
  - Мефодий — равноапостольный Мефодий Моравский.
  - Наум — исповедник Наум Охридский.
  - Николай (Миколай, Микола) — блаженный Николай Кочанов.
  - Пантелеимон (Пантелеймон, Пантолеон, Пантелей) — священномученик Пантелеимон (Богоявленский) и великомученик Пантелеимон Целитель.
  - Платон — священномученик Платон (Горных).
- Савва — равноапостольный Савва Охридский.
  - Христодул — мученик Христодул.
  - Анфиса (Анфуса, Анфиза) — преподобная Анфиса Мантинейская.

## События
См. также: Категория:События 9 августа

### До XIX века
- 48 до н. э. — битва при Фарсале между войсками Помпея и Цезаря, закончившаяся победой последнего.
- 378 — битва при Адрианополе между войсками Восточной Римской Империи и готами, закончившаяся поражением римлян и смертью императора.
- 1173 — началось строительство Пизанской башни.
- 1483 — открыта Сикстинская капелла.
- 1605 — в Московском Кремле венчан на царство самозванец, известный как Лжедмитрий I.
- 1639 — первые поселения европейцев на месте нынешнего Нью-Йорка.
- 1731 — в Петербурге учреждён Шляхетский кадетский корпус для военного и гражданского образования дворян.
- 1742 — на Аляске группа из 31 человека, оставшаяся от экспедиции Витуса Беринга, пересела с повреждённого корабля на плот в надежде вернуться на нём в Россию.
- 1782 — французский мореплаватель де Лаперуз основал форт Принс-Уэльс на берегу Гудзонова залива (Канада).
- 1792 — Франц II стал королём Богемии.

### XIX век
- 1803 — первая демонстрация парохода, изобретённого Робертом Фултоном.
- 1814 — после поражения криков в битве у излучины Хорсшу-Бенд, индейцы уступили половину Алабамы и часть Джорджии белым колонистам Америки.
- 1815 — Наполеон на британском линейном корабле Northumberland отправился в ссылку на остров Святой Елены.
- 1830 — Луи-Филипп III, герцог Орлеанский принял корону короля французов под именем «Луи-Филипп I».
- 1831 — в ходе Польского восстания 1830—1831 годов произошёл бой под Илжей[10].
- 1841 — на озере Эри на борту одноимённого парохода «Erie» произошёл пожар, жертвами которого стали 175 человек.
- 1842 — демаркация границы между Канадой и США, Договор Вебстера — Ашбертона.
- 1848
  - В Буковине официально ликвидировано крепостное право.
  - Пьемонт подписал договор с Австрией, отказавшись от Ломбардии и Венеции.
- 1852 — Герман Мелвилл вернулся на свой корабль, сбежав от туземцев племени тайпи.
- 1853 — взятие русскими войсками под начальством генерала В. А. Перовского укрепления Ак-Мечеть на реке Сырдарье, что способствовало в дальнейшем завоеванию Кокандского ханства.
- 1859 — американец Натан Эймс (Nathan Ames) запатентовал эскалатор.
- 1884 — французские офицеры Шарль Ренар и Артур Кребс (Arthur Constantin Krebs) совершили полёт на управляемом дирижабле «Франция» по замкнутому маршруту длиной около 8 км и со скоростью, превышающей 23 км/ч.
- 1890 — первые 44 яванца прибыли в Суринам для работы на сахарных плантациях сроком на 5 лет.
- 1893 — учреждён Национальный банк Италии.

### XX век
- 1902 — коронован Эдуард VII, король Великобритании и Ирландии.
- 1905 — в Портсмуте (США) при посредничестве президента США Теодора Рузвельта начались мирные переговоры между Россией и Японией, завершившиеся 5 сентября подписанием мирного договора.
- 1910 — американец из Чикаго Альва Джон Фишер запатентовал электрическую стиральную машину[11].
- 1915 — на Ближнем Востоке открыта железная дорога Иерусалим — Беэр-Шева.
- 1917 — в оккупированной Бельгии немецкие власти провозгласили фламандский язык государственным.
- 1918 — итальянские военные совершили полёт над Веной, сбросив несколько тысяч пропагандистских листовок.
- 1919 — Великобритания объявила протекторат над Персией.
- 1920 — британские организации рабочих объявили о намерении начать всеобщую забастовку, если Англия объявит войну России.
- 1921 — ЦК РКП(б) постановил усилить перевод Красной армии на хозяйственные работы.
- 1928 — в здании ленинградского цирка открылся первый в мире Музей цирка и эстрады (Музей циркового искусства в Санкт-Петербурге).
- 1934 — создано конструкторское бюро морского самолётостроения Г. М. Бериева.
- 1936 — на летних Олимпийских играх в Берлине американский легкоатлет Джесси Оуэнс выиграл четвёртую золотую медаль.
- 1940 — завершено строительство железной дороги Берлин—Багдад.
- 1942
  - Знаменитое исполнение Седьмой («Ленинградской») симфонии Дмитрия Шостаковича в осаждённом Ленинграде.
  - «Матч смерти» в оккупированном гитлеровцами Киеве.
- 1945
  - Атомная бомбардировка Нагасаки бомбой «Толстяк» от США спустя три дня после атомной бомбардировки Хиросимы. Погибло 74 тысячи человек.
  - СССР начал войну против Японии, введя войска в Маньчжурию.
- 1948 — союзники создали отдельную службу снабжения продовольствием для Западного Берлина.
- 1950 — Совет министров СССР принял постановление о разработке первой зенитной ракетной системы «Беркут» (С-25) для обороны Москвы. В мае 1955 года система была принята на вооружение.
- 1962 — Роберт Циммерман официально изменил своё имя. С этого дня все зовут его Боб Дилан[значимость факта?].
- 1965 — Сингапур отделился от Малайзии и получил независимость.
- 1968 — Конгресс США поручил департаменту торговли изучить вопрос о возможности введения в США метрической системы.
- 1969 — в Калифорнии по приказу главы религиозной секты Чарльза Мэнсона убита актриса Шерон Тейт, жена Романа Полански.
- 1970 — Катастрофа L-188 под Куско, 101 погибший.
- 1974 — в результате Уотергейтского скандала Ричард Никсон подал в отставку с поста президента США. Он стал первым президентом, вынужденным так поступить.
- 1978 — в Якутии произведён ядерный взрыв «Кратон-4» мощностью 22 килотонны.
- 1980 — шведская группа ABBA в восьмой раз возглавила британский хит-парад с песней «The Winner Takes It All»[значимость факта?].
- 1986 — на рок-фестивале в Небуорте (графство Хартфордшир) выступила группа «Queen». Как потом оказалось, это был 658-й и последний концерт коллектива.
- 1988
  - В Ленинграде, на Пискарёвском проспекте, открыт памятник «Колокол мира».
  - Хоккеист «Эдмонтон Ойлерз» Уэйн Гретцки обменян в клуб «Лос-Анджелес Кингз». В качестве компенсации «Ойлерз» получили двух игроков, драфт-пики первого раунда 1989, 1991, 1993 годов и денежный перевод на 15 млн долларов.
- 1990
  - Зарегистрирована радиостанция «Эхо Москвы».
  - Президент СССР Михаил Горбачёв подписал указ об образовании Фонда государственного имущества, задачей которой является «разработка и реализация программы преобразования государственных предприятий в акционерные общества и предприятия, основанные на иных формах собственности с одновременным осуществлением демонополизации производства».
  - Принята Декларация о государственном суверенитете Карельской АССР. С 1991 года — Республика Карелия в составе РФ.
  - Принято постановление Верховного Совета РСФСР «О защите экономического суверенитета России». Верховный Совет РСФСР признал недействительными все сделки союзных ведомств по золоту, алмазам, урану и т. д. на её территории.
- 1992 — в Барселоне закрылись XXV летние Олимпийские игры.
- 1996 — инаугурация первого президента России Бориса Ельцина на второй срок.
- 1999 — Борис Ельцин увольняет премьер-министра Сергея Степашина и в четвёртый раз увольняет правительство, и. о., а впоследствии и новым главой правительства назначен директор ФСБ Владимир Путин.

### XXI век
- 2007 — катастрофа DHC-6 на Муреа, погибли все 20 человек на борту.
- 2020 — состоялись шестые очередные президентские выборы в Беларуси. По официальным данным, предоставленным ЦИК, победителем стал Александр Лукашенко. Вечером и ночью прошли многочисленные протесты, в которых приняли участие десятки тысяч человек в Минске и других регионах республики.
- 2024 — катастрофа ATR 72 под Сан-Паулу. Погибли все 62 человека на борту.

## Родились
См. также: Категория:Родившиеся 9 августа

### До XIX века
- 1537 — Франческо Бароцци (ум. 1604), итальянский математик, астроном.
- 1544 — Богуслав XIII (ум. 1606), князь Бартский и Новопольский.
- 1593 — Исаак Уолтон (ум. 1683), английский писатель.
- 1648 — Иоганн Михаэль Бах (ум. 1694), немецкий композитор.
- 1669 — Евдокия Лопухина (ум. 1731), русская царица, первая супруга Петра I.
- 1722 — Август Вильгельм Прусский (ум. 1758), сын короля Пруссии Фридриха Вильгельма I.
- 1757 — Элизабет Гамильтон (ум. 1854), американский филантроп, жена Александра Гамильтона.
- 1776 — Амедео Авогадро (ум. 1856), итальянский физик и химик, открывший химическую формулу воды.
- 1783 — Александра Павловна (ум. 1801), великая княжна, дочь российского императора Павла I.

### XIX век
- 1819 — Уильям Мортон (ум. 1868), американский дантист-хирург, впервые успешно применивший эфир как анестезирующее средство.
- 1821 — Генрих Ландесман (ум. 1902), австрийский писатель, философ и поэт известный под псевдонимом Иероним Лорм.
- 1828 — Адольф Берже (ум. 1886), российский историк-востоковед, кавказовед, археограф.
- 1831 — Василий Курочкин (ум. 1875), русский поэт, переводчик песен Беранже, журналист.
- 1861 — Джон Уильям Годвард (ум. 1922), английский художник-неоклассицист.
- 1872 — Иосиф Август Австрийский (ум. 1962), последний австрийский фельдмаршал, палатин Венгрии.
- 1881 — Антониу Гастан Орлеан и Браганса (погиб 1918), бразильский принц.
- 1888 — Дмитрий Васильев-Буглай (ум. 1956), советский композитор, хоровой дирижёр, собиратель народных песен.
- 1894 — Михаил Зощенко (ум. 1958), русский советский писатель, драматург, сценарист, переводчик.
- 1896
  - Леонид Мясин (ум. 1979), русский танцовщик и балетмейстер, эмигрант.
  - Жан Пиаже (ум. 1980), швейцарский психолог и философ.
  - Эрих Хюккель (ум. 1980) немецкий физик и химик, один из основоположников квантовой химии.
- 1897 — Николай Лебедев (ум. 1989), кинорежиссёр, актёр и сценарист, народный артист РСФСР.
- 1899 — Памела Линдон Трэверс (ум. 1996), английская писательница, автор книг о Мэри Поппинс.
- 1900 — Чарльз Фаррелл (ум. 1990), американский актёр.

### XX век
- 1902 — Пантелеймон Пономаренко (ум. 1984), советский государственный и политический деятель.
- 1907 — Александр Топчиев (ум. 1962), советский химик, вице-президент Академии Наук СССР (1958—1962).
- 1911 — Уильям Фаулер (ум. 1995), американский астрофизик, лауреат Нобелевской премии (1983).
- 1913 — Уилбер Норман Кристиансен (ум. 2007), австралийский астроном, пионер австралийской радиоастрономии.
- 1914
  - Туве Янссон (ум. 2001), финская писательница, автор книг про муми-троллей.
  - Ференц Фричай (ум. 1963), венгерский дирижёр.
- 1918 — Роберт Олдрич (ум. 1983), американский кинорежиссёр, сценарист и продюсер.
- 1920 — Анатолий Китов (ум. 2005), русский, советский учёный, кибернетик, д.т. н., профессор, заслуженный деятель науки и техники РФ, академик РАЕН, инженер-полковник.
- 1922 — Филип Ларкин (ум. 1985), английский поэт, писатель, джазовый критик.
- 1923
  - Николай Байтеряков (ум. 1997), удмуртский советский поэт и переводчик, народный поэт Удмуртии.
  - Алла Парфаньяк (ум. 2009), советская и российская актриса театра и кино.
  - Николай Хлопкин (ум. 2012), советский и российский учёный-ядерщик и теплофизик, академик РАН, Герой Социалистического Труда.
- 1927
  - Марвин Минский (ум. 2016), американский учёный в области искусственного интеллекта.
  - Роберт Шоу (ум. 1978), английский киноактёр, сценарист и писатель.
- 1930
  - Виктор Барьяхтар (ум. 2020), украинский физик, вице-президент Национальной академии наук Украины.
  - Александр Бовин (ум. 2004), советский и российский журналист, публицист, политолог и дипломат.
  - Юрий Гуляев (ум. 1986), советский певец (баритон), народный артист СССР.
- 1931 — Марио Загалло (ум. 2024), бразильский футболист, двукратный чемпион мира (1958 и 1962), тренер.
- 1936 — Серго Котрикадзе (ум. 2011), грузинский советский футболист, вратарь, заслуженный мастер спорта.
- 1938
  - Леонид Кучма, украинский политик, президент Украины (1994—2004).
  - Род Лейвер, австралийский теннисист, двукратный обладатель «Большого шлема».
  - Отто Рехагель, немецкий футбольный тренер.
- 1939
  - Брито (Эркулес Брито Руас), бразильский футболист, чемпион мира (1970).
  - Бюль Ожье, французская актриса театра и кино.
  - Романо Проди, итальянский экономист, политик, государственный деятель.
- 1942 — Мигель Литтин, чилийский кинорежиссёр, сценарист, писатель.
- 1943
  - Александр Коваленко (ум. 2002), советский футболист.
  - Кен Нортон (ум. 2013), американский боксёр-профессионал, чемпион мира в тяжёлом весе по версии WBC (1977—1978).
- 1944
  - Сэм Эллиотт, американский актёр.
  - Патрик Депайе (погиб в 1980), французский автогонщик, пилот «Формулы-1».
- 1945
  - Валерий Ахадов, советский, российский и таджикский режиссёр театра и кино.
  - Зураб Саканделидзе (ум. 2004), советский баскетболист, чемпион мира и Олимпийских игр.
- 1947 — Джон Варли, американский писатель-фантаст.
- 1957 — Мелани Гриффит, американская киноактриса.
- 1959 — Майкл Корс, американский дизайнер.
- 1963 — Уитни Хьюстон (ум. 2012), американская певица, актриса, продюсер, фотомодель.
- 1964
  - Бретт Халл, американский хоккеист, серебряный призёр Олимпийских игр (2002).
  - Юрий Хмылёв, советский и российский хоккеист, олимпийский чемпион (1992), двукратный чемпион мира.
- 1965 — Джон Смит, американский борец, двукратный олимпийский чемпион, многократный чемпион мира.
- 1966 — Линн Ульман, норвежская писательница, журналистка.
- 1968
  - Джиллиан Андерсон, американская актриса театра, кино и телевидения, лауреат премий «Эмми», «Золотой глобус» и др.
  - Эрик Бана, австралийский киноактёр.
  - Макджи, американский кинорежиссёр и кинопродюсер.
- 1970 — Род Бриндамор, канадский хоккеист и тренер, обладатель Кубка Стэнли (2006).
- 1971
  - Никки Зиринг, американская актриса, кинопродюсер и фотомодель.
  - Давиде Ребеллин (погиб 2022), итальянский велогонщик.
- 1973
  - Филиппо Индзаги, итальянский футболист, чемпион мира (2006).
  - Александр Пономарёв, эстрадный певец, народный артист Украины.
- 1974
  - Рафаэль Пуаре, французский биатлонист, 8-кратный чемпион мира, 4-кратный обладатель Кубка мира.
  - Дерек Фишер, американский профессиональный баскетболист и тренер.
- 1976
  - Джессика Кэпшоу, американская актриса.
  - Рона Митра, британская актриса, модель и певица.
  - Одри Тоту, французская актриса театра и кино.
- 1982
  - Тайсон Гэй, американский спринтер, многократный чемпион мира.
  - Екатерина Самуцевич, российская активистка, певица.
- 1985 — Анна Кендрик, американская актриса и певица.
- 1990
  - Аделаида Кейн, австралийская актриса.
  - Сара Макбрайд, американский политический деятель и активистка.
- 1995 — Дарья Дмитриева, российская гандболистка, олимпийская чемпионка (2016)

## Скончались
См. также: Категория:Умершие 9 августа

### До XIX века
- 48 до н. э. — в битве при Фарсале погибли:
  - Луций Домиций Агенобарб (р. 98 до н. э.), римский консул, противник Цезаря;
  - Гай Крассиан, центурион в армии Гая Юлия Цезаря.
- 117 — Марк Ульпий Траян (р. 53), римский император (98—117).
- 803 — Ирина (р. ок. 752), византийская императрица (797—802).
- 833 — Абдуллах аль-Мамун (р. 786), багдадский халиф из династии Аббасидов (813—833), астроном.
- 1107 — Император Хорикава (р. 1079), 73-й император Японии (1087—1107).
- 1516 — Иероним Босх (р. 1450), голландский живописец (день кончины — предположительный).

### XIX век
- 1816 — Иоганн Август Апель (р. 1771), немецкий юрист, стихотворец, теоретик метрики.
- 1853 — Юзеф Вроньский (р. 1776), польский математик и философ-мистик, российский офицер.
- 1864 — Дмитрий Хрущов (р. 1817), российский государственный деятель, сенатор, сторонник крестьянской реформы; отец П. Д. Хрущова[12].
- 1883 — Юлия Жадовская (р. 1824), русская поэтесса, писательница.
- 1888 — Шарль Кро (р. 1842), французский поэт и изобретатель.

### XX век
- 1904 — Фридрих Ратцель (р. 1844), немецкий географ и этнограф.
- 1919
  - Эрнст Геккель (р. 1834), немецкий естествоиспытатель, последователь Чарльза Дарвина.
  - Руджеро Леонкавалло (р. 1857), итальянский композитор.
- 1923 — Вильфредо Парето (р. 1848), итальянский экономист, создатель математической школы в политэкономии.
- 1935 — Иван Товстуха (р. 1889), российский революционер, советский партийный деятель.
- 1938 — Лео Фробениус (р. 1873), немецкий исследователь Африки, этнолог.
- 1939 — Александр Шмидт (р. 1871), российский и советский востоковед-арабист.
- 1942 — Эдит Штайн (р. 1891), немецкая монахиня и философ.
- 1943 — Хаим Сутин (р. 1893), белорусско-французский живописец еврейского происхождения.
- 1946 — Леон Гомон (р. 1864), французский продюсер, предприниматель, основатель кинокомпании Gaumont.
- 1960 — Бернард Огилви Додж (р. 1872), американский миколог и фитопатолог.
- 1962 — Герман Гессе (р. 1877), немецкий писатель, лауреат Нобелевской премии (1946).
- 1965 — Хамракул Турсункулов (р. 1892), один из организаторов колхозного производства в Узбекистане, трижды Герой Социалистического Труда.
- 1966
  - Александр Гитович (р. 1909), русский советский поэт, переводчик китайской и корейской литературы.
  - Антанас Жмуйдзинавичюс (р. 1876), народный художник Литвы и СССР, создатель Музея чертей в Каунасе.
- 1967 — убит Джо Ортон (р. 1933), английский актёр и драматург.
- 1969
  - Павел Берков (р. 1896), советский литературовед и библиограф.
  - Сесил Фрэнк Пауэлл (р. 1903), английский физик, лауреат Нобелевской премии (1950).
  - убита Шэрон Тейт (р. 1943), американская киноактриса, жена Романа Полански.
- 1972 — Эрнст фон Заломон (р. 1902), немецкий писатель и сценарист.
- 1973 — Станислав Поплавский (р. 1902), военачальник, генерал армии, Герой Советского Союза.
- 1975 — Дмитрий Шостакович (р. 1906), советский композитор.
- 1976
  - Хосе Лесама Лима (р. 1910), кубинский поэт, прозаик, эссеист.
  - Иван Мележ (р. 1921), прозаик, драматург, публицист, народный писатель Белорусской ССР.
- 1991 — Корюн Казанчан (р. 1920), живописец, народный художник РСФСР.
- 1995 — Джерри Гарсия (р. 1942), американский рок-музыкант, гитарист и вокалист группы «Grateful Dead».
- 1996 — Фрэнк Уиттл (р. 1907), английский инженер-конструктор, «отец» турбореактивного авиадвигателя.
- 1999 — Юрий Волынцев (р. 1932), актёр театра, кино и озвучивания, народный артист РСФСР, Пан Спортсмен из телепередачи «Кабачок „13 стульев“», отец радиоведущей Ксении Стриж.
- 2000
  - Виталий Старухин (р. 1949), футболист донецкого «Шахтёра», лучший игрок 1979 года в СССР.
  - Джон Харсаний (р. 1920), американский экономист, лауреат Нобелевской премии (1994).

### XXI век
- 2005 — Николай Серебряков (р. 1928), советский и российский режиссёр-мультипликатор.
- 2012 — Пётр Фоменко (р. 1932), советский и российский режиссёр театра и кино.
- 2014 — Андрей Баль (р. 1958), советский и украинский футболист и футбольный тренер.
- 2015 — Джон Генри Холланд (р. 1929), американский учёный, «отец генетических алгоритмов».
- 2016 — Эрнст Неизвестный (р. 1925), советский и американский скульптор.
- 2018 — Тамара Дегтярёва (р. 1944), советская и российская актриса театра и кино, народная артистка РФ.
- 2025 — Иван Краско (р. 1930), советский и российский актёр театра, кино и озвучивания, писатель.

## Приметы
Пантелеймон Целитель. Палий — паликопны. Пантелеймон-зажнивный. Кочанный день. Николай Кочанов. День Святого великомученика Пантелеймона.
- Палий спалит двор того, кто возит в этот день копны на гумно.
- На Пантелеймона грех возить хлеб и сено — Пантелеймон сожжёт.
- Лечит, да в могилу мечет (о врачах).
- И собака знает, что трава помогает.
- На Пантелея-целителя и Николу кочанского капуста в кочаны завивается.
- «Вилки в кочаны завиваются»[13].